# Fardulf
Fardulf, Fardulfe ou Fardulphe (Fardulfus) était chapelain de Charlemagne.
Prêtre d'origine lombarde (genere Longobardus), ancien favori du roi Didier, il informe son maître d'une conspiration dirigé par son fils Pépin dit le Bossu, qui est enfermé à l'abbaye de Prüm en 792. Pour le récompenser, Charlemagne le nomme abbé de Saint-Denis en 793.
Il meurt en 806.